# Дирол
Дирол (фр. Dirol) насеље је и општина у источном делу централне Француске у региону Бургоња, у департману Нијевр која припада префектури Кламси.
По подацима из 2011. године у општини је живело 124 становника, а густина насељености је износила 13,08 становника/km². Општина се простире на површини од 9,48 km². Налази се на средњој надморској висини од 179 метара (максималној 223 m, а минималној 167 m).

## Демографија
| 1962. | 1968. | 1975. | 1982. | 1990. | 1999. | 2011. |
| ----- | ----- | ----- | ----- | ----- | ----- | ----- |
| 151   | 158   | 175   | 163   | 146   | 143   | 124   |

График промене броја становника у току последњих година